# Bangkok
Bangkok (sijamski Krung Thep, "กรุงเทพฯ" [▶]) glavni je grad i najvažnija luka Tajlanda, 30 km udaljen od Sijamskog zaljeva Južnokineskog mora.
Bangkok je nekoć bio manje trgovačko središte na ušću rijeke Chao Phraya za vrijeme kraljevstva Ayutthaya. Nakon pada Ayutthaye, godine 1768. postaje glavnim gradom kraljevstva, no sadašnja kraljevina Rattanakosin počinje tek 1782. kada se glavni grad preselio na drugu stranu rijeke nakon što su ga opustošili Burmanci. Taj se glavni grad kraljevstva Rattanakosin danas češće naziva "Phra Nakhon", odnoseći se na stare granice jezgre metropole dok se pod imenom Bangkok misli na urbanu nadogradnju još od 18. stoljeća koja danas čini milijunski grad sa svojom javnom upravom i gradonačelnikom.
U razdoblju od više od dva stoljeća, Bangkok se razvio u političko, društveno i gospodarsko središte Tajlanda, pa i Indokine te cijele Jugoistočne Azije. Njegov ga je utjecaj u umjetnosti, politici, modi, obrazovanju i razonodi kao i položaj poslovnog, financijskog i kulturnog središta doveo na status "globalnog grada".
Bangkok je 22. po redu najveći grad na svijetu, s otprilike 8,160,522 prijavljenih stanovnika. Ipak, kao i kod većine područnih centara, zbog golemog broja neregistriranih trajnih doseljenika sa sjevera Tajlanda i iz mnogih drugih azijskih zemalja te onih koji dnevno obitavaju u Bangkoku radi posla, populacija grada se procijenjuje na otprilike 15 milijuna. Zbog toga stanje stanovništva zemlje više nije homogeno (Tai) već je preraslo u rastuću mješavinu zapadnjaka, Indijaca i Kineza, zbog čeka grad ima status svjetskog grada. Grad je zapravo dio gusto naseljenog trokuta središnjeg i istočnog Tajlanda koji se proteže od Nakhon Ratchasime do industrijalizirane istočne obale - najveće takve kopnene regije Jugoistočne Azije.
Provincija Bangkok graniči s još šest drugih: Nonthaburi, Pathum Thani, Samut Prakan, Samut Sakhon i Nakhon Pathom, a svih pet čini jednu konurbaciju Metropolitanskog područja Bangkoka.
Sačuvan je stari dio grada sa sojenicama, kolibama na brodicama i splavima usidrenim u rukavcima i kanalima rijeke Chao Phraya (Menam). Preko rijeke 2002. je izgrađen most Rama VIII. Kulturno središte sa sveučilištem (1917.), znanstvenim institutima, akademijom likovnih umjetnosti, knjižnicama, čuvenim budističkim pagodama Wat-Poi Wat-Prakeo. Grad podupire industrija tekstila, drva, cementa, keramičkih i kemijskih proizvoda, tvornica vagona i zrakoplova, rafirenije nafte, ljuštionica riže. Ima međunarodni aerodrom.

## Vanjske poveznice
|  | Zajednički poslužitelj ima još gradiva o temi Bangkok |

- Bangkok Hrvatska enciklopedija